# Poängplan
Poängplan är en del av styrdokumenten för det svenska skolväsendet som infördes under 1990-talet.  Poängplanen är en förteckning över alla kurser en elev kommer att läsa under sin gymnasietid.
Den 10 mars 2013 ansåg den dåvarande utbildningsministern Jan Björklund att poängplanen var flummig och att en robust timplan borde återinföras i stället.